# Lecithocera flavifusa
Lecithocera flavifusa is een vlinder uit de familie van de Lecithoceridae. De wetenschappelijke naam van de soort is voor het eerst geldig gepubliceerd in 1926 door Meyrick.